# Hovförvaltningen
Hovförvaltningen, egentligen H.M. Konungens Hovförvaltning, är en avdelning inom Kungliga Hovstaterna som tidigare hade ansvar för hovets ekonomi. Idag ingår hovförvaltningen i Riksmarskalksämbetets kansli och handlägger bland annat frågor om slotten Solliden och Stenhammar samt kungafamiljens stiftelser. Hovförvaltningen handlägger också ärenden rörande kungliga hovleverantörer.

## Chefer
- 1894-1928 - Otto Printzsköld[1]
- 1928-1941 - Oscar Swensson[1]
- 1941-1951 - Folke von Krusenstjerna[1]
- 1973-1975 - Tom Wachtmeister